# Walckenaeria cuspidata
Walckenaeria cuspidata là một phân loài nhện trong họ Linyphiidae. Chúng được miêu tả bởi Blackwall năm 1833.

## Phân loài
- W. c. brevicula (Crosby & Bishop., 1931)
- W. c. obsoleta (Chyzer & Wladislaus Kulczynski, 1894)